# Răstignirea lui Isus din Nazaret

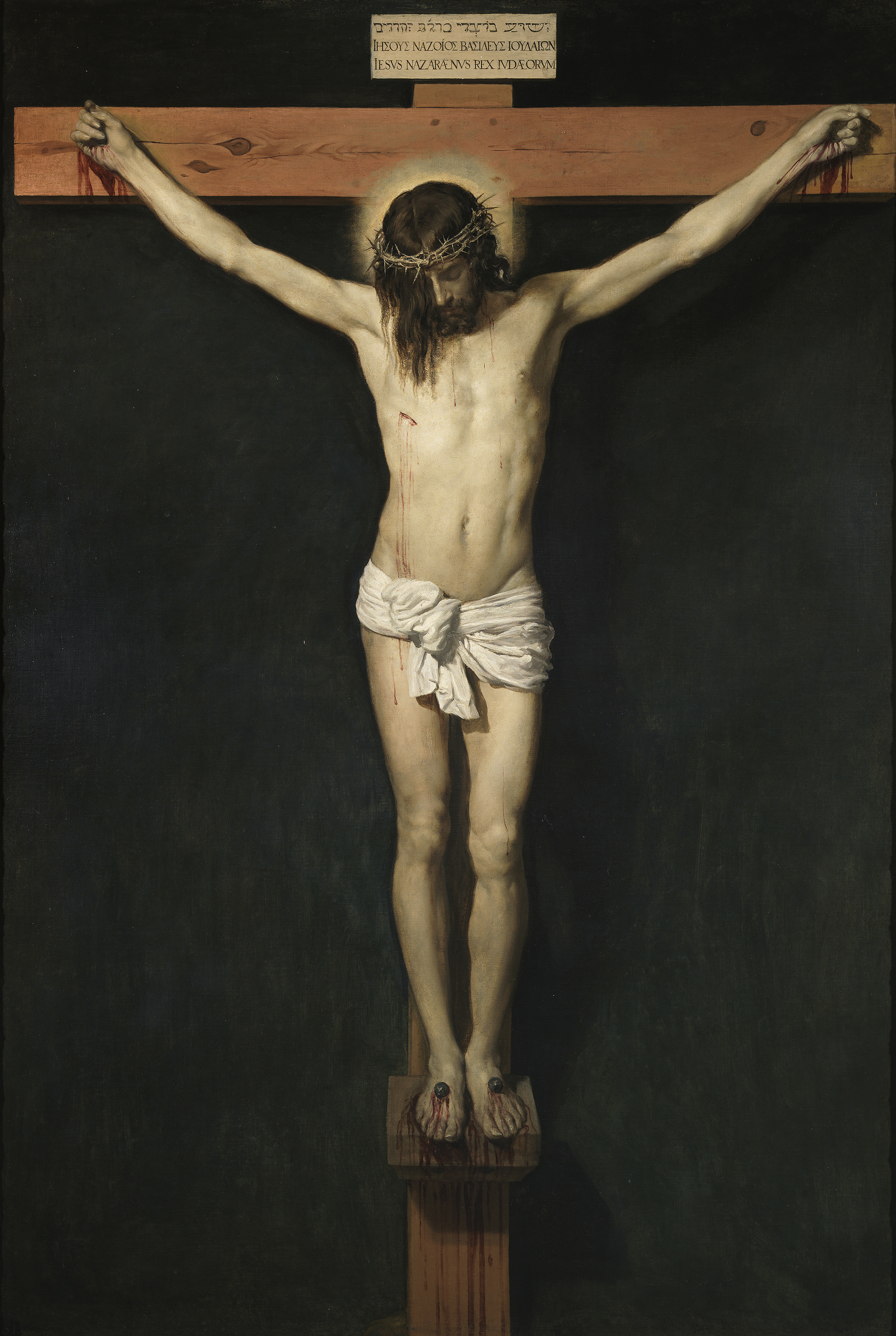
Diego Velázquez, Răstignirea lui Isus (c. 1632), Museo del Prado, Madrid

Răstignirea lui Isus a fost un act care a avut loc în secolul I, interpretat de creștini drept crucificarea lui Mesia, în persoana lui Isus din Nazaret. Arestarea, procesul și condamnarea sa de către pretorul roman Pilat din Pont sunt descrise de cele patru evanghelii.

## Drumul Crucii("Via Dolorosa")
Conform evangheliilor, după ce a fost condamnat la moarte, Isus din Nazaret și-a purtat crucea până pe Dealul Golgota (Dealul Căpățânii), împreună cu alți 2 condamnați ce își duceau crucile lor. Datorită epuizării, pierderii de sânge în urma flagelării și a căldurii, soldații romani l-ar fi luat pe Simon din Cirene să-i ducă crucea. Tradițiile creștine spun că pe drum, sfânta Veronica ar fi venit la el și ar fi șters sudoarea și sângele provocat de cununa de spini cu vălul ei.

## Crucificarea
După ce au ajuns pe Dealul Golgota, L-au pironit la mâini și la picioare, fiind răstignit pe o cruce(pe care era scris I.N.R.I. = Iesus Nazarenus Rex Iudaeorum ceea ce se traduce prin Isus Nazarineanul Regele Iudeilor) și fiind înălțată în fața tuturor oamenilor, alături de cei 2 condamnați. Evreii și soldații romani Îl batjocoreau. El îl iartă pe un condamnat și îi promite un paradis după moarte. Alături de el stăteau Maica Domnului, Maria Magdalena și Apostolul Ioan. În timp ce mama sa, Maria, plângea, Iisus i-l arată pe Ioan ca noul ei fiu, iar lui Ioan pe noua lui mamă și dându-i sarcina sa aibă grijă de ea. Ioan a dus-o acasă pe Maria ca să nu sufere mai mult. La 3 după-amiază Isus a strigat cu glas tare Tatălui Său: Eli, Eli lama sabactani?(Dumnezeul meu pentru ce m-ai părăsit?), după care a murit.

## Moartea lui Isus
Conform evangheliei după Matei pământul s-a cutremurat, soarele s-a întunecat, multe suflete au plecat la cer, iar catapeteasma din templu s-a rupt (Mt 27, 45-56). Conform evangheliei după Ioan, fiind ziua de dinaintea Sabatului evreiesc, corpurile celor răstigniți trebuiau date jos, astfel soldații romani au spart fluierele picioarelor celorlalți doi executați,nu și pe cele ale lui Isus din Nazaret. Soldatul Longinus descoperise că acesta era mort și îi înfipse în coastă cu o lance, iar în urmă se scursese sânge și apă. (Ioan 19, 31-37)

## Galerie de imagini

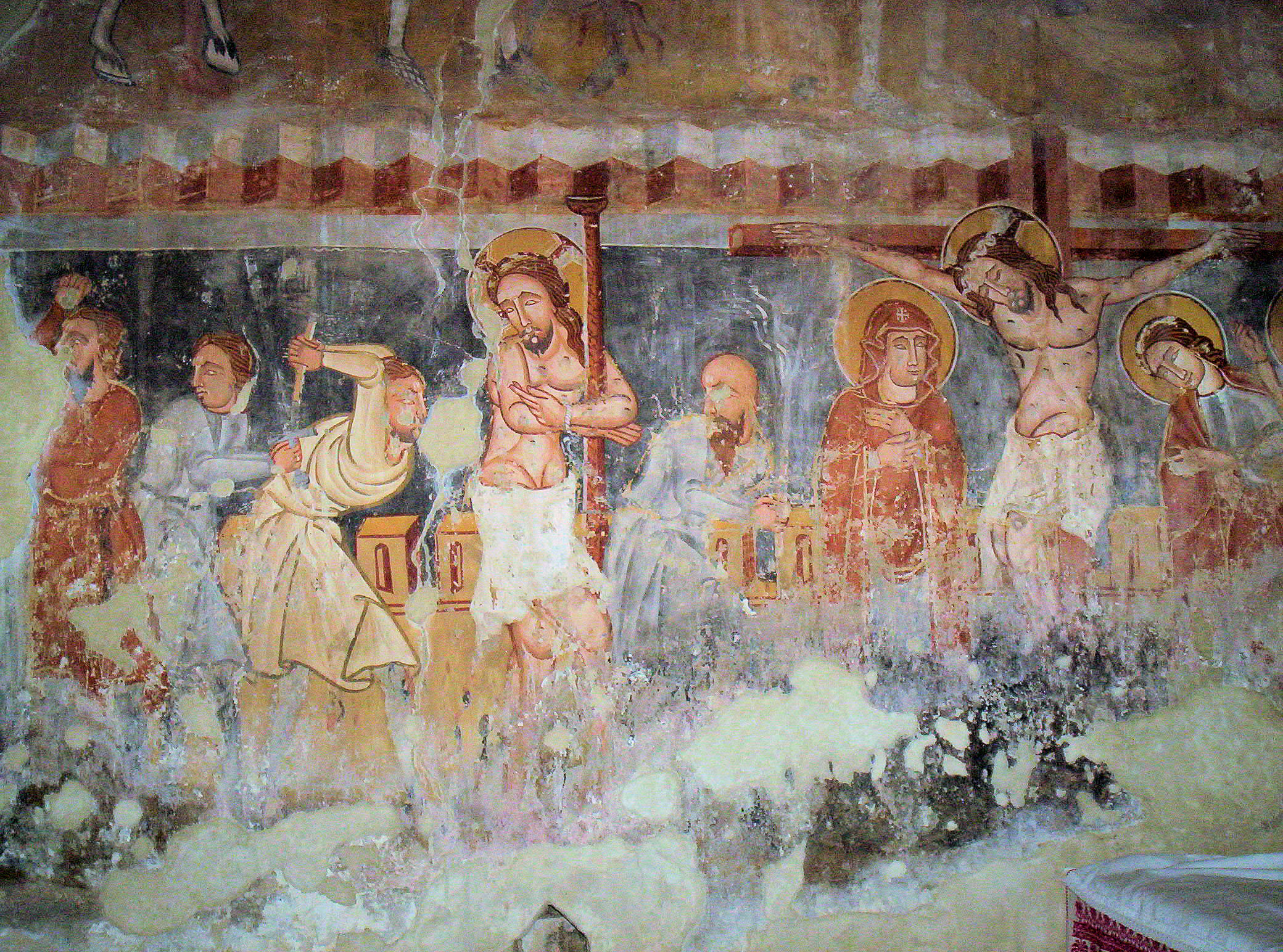
Răstignirea lui Isus, frescă din Biserica din Ghelnița (sec. al XIV-lea)
Răstignirea lui Isus, frescă din Mănăstirea Dečani, Kosovo (sec. al XIV-lea)
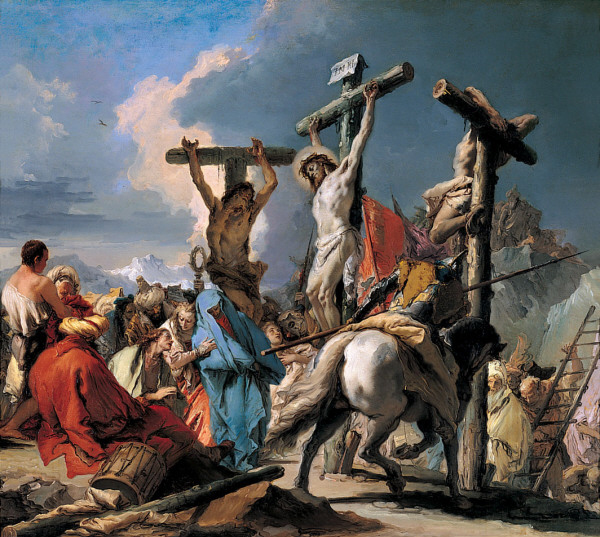
Cristos pe cruce, pictură de Giovanni Battista Tiepolo (ca. 1745-1750)